# Клименты
Клименти — деревня в Краснинском районе Смоленской области России. Входит в состав Глубокинского сельского поселения. Население — 7 жителей (2007 год). 

## География
Расположена в западной части области в 15 км к северо-западу от Красного, в 5 км южнее автодороги М1 «Беларусь», на берегу реки Мерея. В 5 км северо-западнее деревни расположена железнодорожная станция О.п. 478-й км на линии Москва — Минск.

## История
В годы Великой Отечественной войны деревня была оккупирована гитлеровскими войсками в июле 1941 года, освобождена в сентябре 1943 года.

## Население

### Численность
- 2007 год — 7 жителей

### Динамика
- 2007 год — 7 жителей